# Ottawa (pleme)
Ottawa je pleme ameriških Indijancev iz družine Algonquian, ki je v 16. stoletju prebivalo ob izlivu reke French River v Georgian Bay in na otoku Manitoulin, Kanada. Danes živijo v Oklahomi in v rezervatih v Michiganu, Wisconsinu ter Kanadi. Zgodnja populacija je leta 1600 štela 6000 ljudi.

## Ime
Ime Ottawa v domorodnem jeziku pomeni 'trgovati' ali 'trgovec' in po njih je kasneje glavno mesto Kanade dobilo ime. Ottawe so si to ime popolnoma upravičeno prislužili, saj so bili zelo aktivni posredniki v trgovini s sosednjimi prijateljskimi plemeni. Sami to besedo izgovarjajo Odawa, vendar se nikoli ne imenujejo tako. Njihovo lastno ime, s katerim se imenujejo, je Anishinabe, kar preprosto pomeni 'izvirna oseba'. Sosednja plemena so jim dajala druga različna imena. Tako so jih Irokezi imenovali, ker jih niso razumeli, saj so jezikovno popolnoma nepovezani, z imenom Waganha's (Waganhae, Waganis = jecljavci), podobno kot Slovenci imenujejo Nemce 'Nemci', seveda je še več takšnih primerov. Ime Watawawininiwok ('možje rogoza') so jim dali Chippewa Indijanci po rogozu, s katerim so bile takrat obrasle obale reke Ottawa. Drugi nazivi za to pleme niso povsem pojasnjeni. Vsekakor je treba omeniti ime Abenaki Wdowo in Penobscot, ki so jih imenovali Udawak. Oba zadnja naziva imata očitno enak ali podoben pomen. – Uveljavljeno ime Ottawa se v različnih delih in potopisih pojavlja v celo vrsti različic, nekatere izmed njih so: Atawawa, Odawa, Outaouacs, Outaoua, Tawa, Tawaw in Utawawea.

## Vasi in lokalne skupine Ottawa
Lokalne skupine in bande
Glavnih pet band (ena je bila po poreklu od Indijancev Algonquin) je bilo razdeljenih na več lokalnih band.
- Kishkakon (Kiskakon ali Bear Gens)
- Nassauaketon (Fork People, Nassawaketon, Nation of the Fork, Nassauakueton, Ottawa de la Fourche)
- Sable (Sable Gens)
- Sinago (Gray Squirrel Gens, Akonapi)
- Keinouche (Pickerel Gens). To je bila ena izmed band Indijancev Algonquin.

-Lokalne skupine:
- Maskasinik, ta skupina Indijancev se omenja leta 1657./8 v 'Jesuit Relation' z Nikikouek in Missisaugami. Njihov odnos z Ottawami ni jasen.
- Nikikouek, živeli so na severni obali jezera Huron, omenjajo pa jih skupaj z Indijanci Nikikouek.
- Outaouakamigouk, s severovzhodne obale jezera Huron 1648.
- Sagnitaouigama, omenjajo se 1640. jugovzhodno od reke Ottawa, morda so identični skupini Sinago.

Vasi
- Aegakotcheising, v Michiganu.
- Anamiewatigong, okrožje Emmet, Michigan, na Spodnjem polotoku.
- Apontigoumy, morda v Ontariu.
- Machonee, blizu izliva reke Au of Au Vaseau, ki se izliva v jezero St. Clair, v Spodnjem Michiganu.
- Manistee, v Michiganu, morda blizu vasi Weganakisi v zalivu Little Traverse.
- Menawzhetaunaung, na otoku v jezeru Lake of the Woods.
- Meshkemau, v zalivu Maumee, okrožje Lucas, Ohio.
- Michilimackinac, na otoku Mackinac.
- Middle Village, lokacija neznana.
- Obidgewong, s Chippewami, na zahodni obali jezera Lake Wolseley, otok Manitoulin, Ontario.
- Oquanoxa, na zahodni obali reke Little Auglaize, ob njenem izlivu, v okrožju Paulding, Ohio.
- Roche de Boeuf, na reki Maumee, blizu Watervilla, okrožje Lucas, Ohio.
- Saint Simon, misija na otoku Manitoulin.
- Shabawywyagun, vzhodna obala jezera Michigan.
- Tushquegan, na južni obali reke Maumee nasproti Toleda, Ohio.
- Waganakisi, na mestu Harbor Springsa, okrožje Emmet, Mich.
- Walpole Island, na istoimenskem otoku, Ontario.
- Waugau, blizu izliva reke Maumee, v okrožju Lucas, Ohio.
- Wolf Rapids, na reki Maumee, Ohio, na meji med okrožjema Wood in Henry.Enmegahbowh (ok. 1807 – 12. junij 1902). Prvi Ottawa Indijanec posvečen v duhovnika. Njegovo ime izvira iz Enami'egaabaw, kar pomeni, da moli [za svoje ljudstvo] stoje. Angleži so ga klicali John Johnson.

## Zgodovina
V zgodnjem 17. stoletju so bili Ottawe locirani blizu sedanjega izliva reke French River. Velik del plemena je živel tudi na otoku[Manitoulin. Vojne so jih prisilile, da so se preselili proti zahodu, na območje zaliva Green Bay v Wisconsinu. Nekje od leta 1700 migrirajo v smeri reke Joseph v južnem Wisconsinu in severnem Illinoisu, na obale jezer Huron in Erie in od Detroita, vzhodno do Pensilvanije. V bližini današnjega Detroita je slavni poglavar Pontiac leta 1763. začel vojno proti belcem. Postal je krvni sovražnik belcev in njihovega naseljevanja ameriške celine. Pontiacu je uspelo zbrati ducat plemen, vendar mu ni uspelo pregnati nezaželenih gostov. Leta 1765. je podpisal mirovno pogodbo. Leta 1831. so tri skupine Ottaw (Swanton omenja dve) prepustile svojo zemljo v Ohiu Združenim državam. Ti Ottawe so bili preseljeni v rezervat v Kansasu. V Kansasu so ostali le pet let. Država je pritiskala, da se indijanske dežele v Kansasu odprejo za naseljevanje, zato so Ottawe leta 1846. in 1862. sklenile novo pogodbo, po kateri bodo dobile drugo zemljo na Indijanskem ozemlju. S pogodbo so dobili tudi šolo, danes znano kot 'Ottawa College'. Pleme je naseljeno ob reki Neosho v okrožju Ottawa, kjer živijo še danes. Drugi deli Ottaw danes živijo v rezervatih na otoku Walpole v jezeru St. Clair, del na otoku Manitoulin in največji del v Michiganu. Nekaj jih je tudi v Kanadi. Leta 1990. je bilo okoli 8,000 Ottaw.

### Pontiacov upor
Leta 1761 je bila francosko-indijanska vojna bolj kot ne končana in bivše francosko ozemlje in s tem tudi bivši francoski indijanski zavezniki, so prešli pod britansko kontrolo.
Francoski zavezniki se niso upirali prevzemu, saj je Francozom v Detroitu zmanjkalo smodnika in so upali, da jih bodo oskrbeli Britanci. Septembra se je Pontiac srečal z majorjem Robertom Rogersom in njegovimi Rangerji, preden so dosegli Detroit in potem ko se je prepričal, da vedo, da so na njegovi zemlji, jim je dal dovoljenje za nadaljevanje. William Johnson, britanski indijanski komisar je upal, da bo nadaljeval francoski sistem poslovanja z zavezniškimi plemeni, vendar ga je preglasil Jeffrey Amherst, britanski poveljnik v Severni Ameriki. Amherst je prakso letnih daril poglavarjem štel za podkupovanje in ukazal, naj se prekine. Prav tako je zvišal cene trgovskega blaga in omejil dobavo (zlasti smodnika in ruma), nato pa je Johnsonu prepustil reševanje morebitnih težav. Te niso dolgo čakale. Na srečanju v Detroitu leta 1761 s plemeni stare francoske zveze je Johnson izvedel, da Seneci (najzahodnejše Irokeško pleme) širijo vojni pas, ki poziva k vstaji.
To ni bilo presenetljivo, saj je Amherst pravkar dal nekaj seneških zemljišč pri Fort Niagari svojim častnikom za njihovo služenje v vojni (kasneje je London to razveljavil). Učinek trgovinskih omejitev je bil uničujoč. Plemena so bila odvisna od trgovskega blaga, osnovne veščine, kot je izdelava puščic, pa so bile izgubljene. Množična prisotnost v bližini trgovskih postaj je izčrpala lov in več plemen je bilo v nevarnosti lakote. Nekateri poveljniki so zagotovili toliko smodnika in svinca iz zalog svojih utrdb koliko so lahko, vendar to ni bilo niti približno dovolj. Napetosti so se stopnjevale in med letom 1762 so bila detroitska plemena (Ottawa, Wyandot, Ojibwe in Potawatomi) blizu spopada s Shawneeji. William Johnson je zadušil seneško zaroto leta 1761, vendar sta se nato začela širiti še dva vojna pasova od Illinoisov in Caughnawage (krščanski Mohawki pri Montrealu). Majhen odziv na te je Britance uspaval v lažen občutek varnosti.
Tehnično gledano sta bili Francija in Velika Britanija še vedno v vojni in čeprav so se mnogi francoski zavezniki strinjali z mirom z Britanci, so večinoma menili, da so ti začasni. Poleti 1762 je v [[Ohio (reka)|dolini Ohio[[ vladala suša, ki ji je pozimi sledila epidemija in lakota. Vse, kar je bilo potrebno za upor, je bila enotnost in to je zagotovilo novo versko gibanje, osredotočeno okoli naukov preroka plemena Delaware, Neolina (Razsvetljeni). Iz svoje vasi blizu reke Ohio je Neolin začel pridigati zavračanje trgovskega blaga in vrnitev k tradicionalnim domorodnim vrednotam. Britanci so ga zavrnili kot "prevaranta", vendar je pridobil veliko privržencev med Delawari, kar se je razširilo na druga plemena. Delawari so bili spoštovani kot "dedki" (izvirno pleme vseh Algonquiancev), vendar niso bili člani stare francoske zveze in niso imeli političnih pooblastil za vodenje upora.
Toda Ottawa so jih imeli in Neolinov najpomembnejši spreobrnjenec je bil Pontiac, poglavar Ottaw v Detroitu, čigar mati je bila Ojibwe. Bil je tudi vodja Metai (Veliko zdravilsko društvo), verskega društva v večini plemen Velikih jezer. V upanju, da bo obnovil francosko vladavino, je Pontiac Neolinovo religijo naredil protibritansko. Tisto zimo so njegovi glasniki na skrivaj odšli k drugim plemenom v dolini Ohio in Velikih jezerih, nosili vojne pasove in prosili za njihovo podporo. Ker je govoril poglavar Ottawe, so vsi poslušali. Pontiac je pridobil obljube podpore od Ottaw, Ojibwe, Kickapoo, Illinois, Miami, Potawatomi, Delaware, Seneca, Shawnee in Wyandot, vendar je vprašljivo, kako tiho je to storil. Govorice so dosegle Britance, in Amherst je poslal okrepitve v Detroit, vendar nikoli ni slutil, kako razširjen bo upor. 27. aprila 1763 je bil na reki Aux Ecorces sklican vojni svet. Pontiac je nagovoril predstavnike in jih pozval, naj se znebijo "teh Angležev, teh psov, oblečenih v rdeče."
Upor se je začel maja in hitro zajel osem od dvanajstih britanskih utrdb zahodno od Apalačev: Sandusky (Sandusky, OH); St. Joseph (Niles, MI); Michilimackinac (Mackinac, MI); Miamis (Fort Wayne, IN); Ouiatenon (Lafayette, IN); Venango (Franklin, PA); Le Boeuf (Waterford, PA); in Presque Isle (Erie, PA). Fort Edward Augustus v Green Bayu je zapustila njegova garnizija, s čimer se je skupno število povzpelo na devet. Preživeli so le trije utrdbe – Detroit, Niagara in Pitt, vendar so bili obkroženi in odrezani. Samo L'Arbre Croche Ottawa, Menominee, Sauk, Fox, Winnebago in Iowa so zavrnili sodelovanje in poslali pasove wampum Britancem, s čimer so jim obljubili zvestobo. Fort Michilimackinac bi bil masaker, če ne bi posredovala Charles Langlade in oče du Jonais ter rešila del garnizije. Ottawa so prispeli prepozno, da bi oropali trgovsko postajo in so jim bili britanski ujetniki dani kot odškodnina. Kasneje so njih in garnizijo iz Green Baya varno pospremili v Montreal. Miami so bili tudi previdni s svojimi britanskimi ujetniki, vendar drugi niso imeli toliko sreče. Po obkolitvi Fort Pitta so Delaware, Shawnee in Mingo napadli pensilvansko mejo in ubili več kot 600 naseljencev. William Johnson je prepričal Mohawk, da so se maščevali in vzhodni Delaware so bili umaknjeni iz vojne.
Pontiac je prevzel odgovornost za zavzetje Detroita. Imel je podporo detroitskih Potawatomi in Wyandot, Saginaw Ojibwa in nekaterih Mississauga (skupina Ojibwa iz Ontaria), vendar se je soočal z garnizijo 120 mož, okrepljeno s 40 britanskimi trgovci in dvema oboroženima škunama-ladjama. Ker bi neposreden napad stal preveč življenj, je Pontiac poskusil z zvijačo. V spremstvu velike skupine bojevnikov, ki so pod odejami skrivali kratkocevne puške, je 7. maja vstopil v utrdbo, tako da je prosil za srečanje s poveljnikom, majorjem Henryjem Gladwynom. Vendar je bil Gladwyn opozorjen s strani informatorja (domneva se, da je bila Catherine, mlada ženska Ojibwe, za katero se je govorilo, da je bila njegova ljubica). Celotna garnizija je bila oborožena in pripravljena in ko je to zaznal, Pontiac ni dal znaka za napad. Še dvakrat so poskusili zavzeti utrdbo s presenečenjem, vendar so vrata ostala zaprta in 9. maja se je razplamtel pekel. Napada ni bilo, vendar je utrdba prišla pod ogenj, medtem ko so bojevniki prečesavali podeželje in ubijali vse britanske civiliste, ki so imeli nesrečo, da so bili še zunaj. Francozi niso bili poškodovani.
Med obleganjem, ki je sledilo, je Pontiac preselil svojo vas na zahodno stran reke Detroit, da bi okrepil Potawatomi in popolnoma obkrožil utrdbo. Z le tritedensko zalogo hrane je Gladwyn poslal škuno v Fort Niagara po pomoč. Medtem sta se kapitan Donald Campbell in poročnik McDougal prostovoljno odpravila v Pontiacovo vas, da bi se pogajala o premirju. Pontiac jima je ob prihodu zagotovil zaščito, vendar jima ni dovolil vrnitve v utrdbo. Do takrat je Pontiac spoznal, da je bil informator in njegov sum je padel na Catherine. Poslal je nekaj bojevnikov, da jo privedejo. Najprej so jo odpeljali v utrdbo in Gladwyn jim je dovolil vstop, vendar ker sta bila Campbell in McDougal talca, ni mogel storiti ničesar, da bi jo rešil. Bojevniki so odšli s Catherine in jo odpeljali k Pontiacu. Bila je pretepena, a presenetljivo ni bila ubita. Ker so jo sovražili njeni ljudje, je Catherine kasneje postala alkoholičarka in umrla sama. Ojibwa je s tomahawkom ubil Campbella, da bi maščeval sorodnika in osramočen zaradi svoje neuspešnosti pri zaščiti talcev, je Pontiac najverjetneje poskrbel za McDougalov pobeg. Pontiac je upal, da se bodo Francozi v Detroitu pridružili uporu, vendar so ostali nevtralni. Britanci niso bili edini, ki so med obleganjem imeli pomanjkanje hrane, in Pontiacovi bojevniki so začeli jemati kar so potrebovali od Francozov. Pontiac je izdal menice na brezovem lubju za njihove izgube in še leta kasneje so detroitska plemena spoštovala te menice, ki so nosile Pontiacov znak vidre.
Novice so se širile počasi in 13. maja je rutinska oskrbovalna flota 20 čolnov in 96 mož pod poročnikom Abrahamom Cuylerjem zapustila Fort Niagara proti Detroitu, nevedna o tem, kaj se dogaja. Do 28. maja so prišli na kopno, da bi postavili tabor v Point Peleeju, vzhodno od Detroita in bili napadeni s strani Wyandotov ter premagani. 56 jih je bilo ubitih, le štirje so bili ujeti. Cuyler je 40 svojih mož spravil v dva čolna in pobegnil. Preplul je jezero do Fort Sanduskyja, vendar ga je našel uničenega in se vrnil v Niagaro, da bi sprožil alarm. Dva dni kasneje so opazovalci v Detroitu opazili oskrbovalno floto, ki je prihajala po reki z britansko zastavo. Ko se je flota približala, so se vrata odprla, vendar je eden od britanskih vojakov, ki je veslal v vodilnem čolnu, nenadoma napadel bojevnika poleg sebe in oba sta padla čez krov v boju. Prevara je bila odkrita in med spopadom, ki je sledil, je škuna Beaver odprla ogenj in prisilila "reševalne ladje" k umiku.
Ko je druga škuna dosegla Fort Niagaro, njenemu poveljniku majorju Wilkensu ni bilo treba povedati, da je prišlo do upora. Bil je obkoljen in 90 mož, poslanih, da očistijo Niagarski prehod, je bilo uničenih. Vendar pa je naložil ladjo s 60 vojaki in vsemi zalogami, ki jih je lahko prenesla in jo poslal nazaj v Detroit. Prišla je do vhoda v reko Detroit 23. junija, vendar je obtičala ob Fighting Islandu, južno od trdnjave. Tisto noč jo je napadlo 800 bojevnikov, vendar so Britanci čakali in jih odbili. Prisiljena je bila spustiti se po toku, da bi počakala na ugodne vetrove in ni dosegla stradajoče garnizije v Detroitu do 30. junija. Poleg nujno potrebne hrane in dodatnih mož je škuna prinesla prve novice o Pariški pogodbi in koncu vojne med Britanijo in Francijo. To je bilo sporočeno Pontiacu, vendar je mislil, da je to laž. Več ognjenih splavov je bilo spuščenih iz zgornjega toka, da bi uničili dve škuni, ki sta bili edina povezava Detroita z zunanjim svetom. Nekateri od teh so komaj zgrešili.
30. julija je 20 bark, ki jim je poveljeval kapitan James Dalyell, prispelo v Detroit, naloženih z zalogami in 280 možmi, vključno z Rogers Rangers. Na poti iz Niagare je Dalyell uničil vasi Wyandotov v Sanduskyju in izgubil 15 mož. Vendar pa je bil še vedno željan boja in je vztrajal pri takojšnjem napadu. Gladwyn je dal svoje soglasje, in tisto noč se je Dalyell izmuznil iz trdnjave z 247 možmi in se odpravil proti Pontiacovi vasi. Ko je prečkal Parent's Creek ravno ob zori, je naletel na zasedo. Britanci so izgubili 70 mrtvih in 40 ranjenih v bitki pri Bloody Brooku. Med mrtvimi je bil Dalyell, ki je izgubil glavo (dobesedno). To bi lahko bil celoten poveljniški kader, če Rogers Rangers ne bi izvedli zadnjega varovalnega dejanja, da bi pokrili umik. Boji v Detroitu so se potem upočasnili. Pontiac je poslal sporočila v Fort de Chartes, prosil za francosko pomoč, vendar je odgovor prispel 20. oktobra, ki je potrdil mirovno pogodbo in mu svetoval, naj odneha. 31. oktobra se je Pontiac strinjal s premirjem z Gladwynom in se umaknil v svojo zimsko lovsko vas na zgornji reki Maumee v Indiani.
Ko se je začel Pontiacov upor, se je večina britanskih vojakov na tej strani Atlantika borila v Zahodni Indiji in trajalo je nekaj časa, preden so jih lahko poslali na zahod proti uporu. Niagaro so nadlegovali, vendar ni bila v resnični nevarnosti, vendar je bila situacija v Fort Pittu tako obupna kot v Detroitu in se je poslabšala, ko so med branilci izbruhnile črne koze. Medtem, ko je sestavljal reševalno silo, je Amherst pisal poveljniku, kapitanu Simeonu Ecuyerju in predlagal, da se odeje s črnimi kozami dajo Shawneejem, Delawarejem in Mingom, ki so obkrožali trdnjavo. Ecuyer je to vzel kot ukaz in posledična epidemija se je razširila od Shawneejev na plemena na jugovzhodu, ki niso bila del upora. Polkovnik Henry Bouquet s svojo 460-člansko reševalno silo je odbil zasedo med dvodnevno bitko pri Bushy Runu avgusta 1763 in dosegel Fort Pitt. Delaware, Shawnee in Mingo so se umaknili v Ohio, vendar so nadaljevali svoje napade v Pensilvanijo.
Novembra je Amhersta zamenjal Thomas Gage, William Johnson pa je bil ponovno na čelu. Britanci so leta 1763 napovedali tudi razglasitev, ki je ustavila nadaljnjo naselitev zahodno od apalaškega grebena. Gage je znižal cene in povečal ponudbo trgovskega blaga, kar je odpravilo večino pritožb, ki so privedle do vstaje. Ko so prispele britanske okrepitve, je Pontiacova vstaja začela propadati. Poleti 1764 je bil polkovnik John Bradstreet poslan z 1.200 možmi, da razbremeni Detroit. Julija je prispel v Niagaro in se ustavil, da bi "podprl" mirovno konferenco Williama Johnsona, veliko srečanje z 2.000 predstavniki iz 22 različnih plemen. Seneca so bili opazni po svoji odsotnosti, dokler Bradstreet ni poslal sporočila, v katerem jim je rekel, naj se "pokažejo ali pa...". Prišli so in podpisali. Konferenca se je zaključila, Bradstreet je odšel 6. avgusta v spremstvu bojevnikov Mississauga in Caughnawaga.
23. avgusta v Presque Isle (Erie, PA) se je srečal z Wyandoti, Shawnee, Delaware in Mingo ter z njimi sklenil mir. Pontiac se tisto pomlad ni vrnil v Detroit in je bil še vedno na zgornjem Maumeeju. Brez njega so bili Wyandot, Potawatomi in Ojibwe pripravljeni odnehati. Bradstreet je nadaljeval proti zahodu z namenom napada na vasi ob ustju Maumeeja, vendar je izvedel, da so tudi oni pripravljeni na mir. Rečeno jim je bilo, naj se z njim srečajo v Detroitu. Na konferenci, ki je potekala v Detroitu 7. septembra, so Detroit Ottawa, Potawatomi, Wyandot in Ojibwa sklenili mir z Britanci. Podpisali so tudi Miami, Saginaw Ojibwe in zahodni Mississauga. Gage je zavrnil Bradstreetovo pogodbo z ohijskimi plemeni, ker se Johnson ni posvetoval z njim in mu naročil, naj napade severni Ohio. Zapustil je Detroit in pristal v Sanduskyju. Po uničenju nekaterih zapuščenih vasi je začel pot proti jugu. Hkrati se je Bouquet premaknil proti zahodu iz Fort Pitta in ujel Delaware in Shawnee med seboj. Novembra so Delaware in Shawnee podpisali mirovno pogodbo z Britanci v Coshoctonu in upor je bil končan.
To je razen Pontiaca. Skozi leto 1764 je ostal na zgornjem Maumeeju in poskušal organizirati drugo vstajo na zahodu, da bi Britance obdržal izven Illinoisa. Vojni pasovi so bili poslani nekdanjim francoskim zaveznikom na spodnjem Mississippiju, ki so jih prosili, naj Britancem preprečijo premikanje po reki v Illinois. Tunica in Choctaw sta prisilila Britance, da so se prebili mimo Baton Rougea. Hkrati je pleme Kickapoo zavrnil ekspedicijo, ki jo je Bradstreet poslal v Fort de Chartres. Čeprav so bili Illinois odkriti v svoji podpori Francozom, jim je moral Pontiac zagroziti, da bi si zagotovil njihovo obljubo podpore. Nato je s 400 bojevniki odšel v Fort de Chartres, da bi prosil njegovega poveljnika Louisa St. Angeja za podporo in smodnik. St. Ange je pozval k miru in ni imel smodnika, da bi mu ga dal.
Pontiac se je vrnil na zgornji Maumee in razmišljal o svoji naslednji potezi. Maja 1765 so Kickapoo napadli britansko ekspedicijo Georgea Croghana, ki je bila na poti, da prevzame Illinois. Croghan je bil ujet, vendar so bili trije poglavarji Shawnee v njegovem spremstvu ubiti. Kickapoo niso želeli vojne s Shawneeji, zato so Croghana odpeljali v Fort Ouiatenon in ga dali Miamijem. Kickapoo so nato prosili Miami, naj v njihovem imenu govorijo z Britanci o "pokopu mrtvih Shawneejev". Miami so storili, kar je bilo zahtevano in Britanci so poskrbeli za mir med plemenoma. Medtem so Miami tisto poletje organizirali tudi srečanje med Croghanom in Pontiacom v Ouiatenonu. Pontiac se je strinjal, da bo "pokopal sekiro" in je oktobra odšel s Croghanom v Detroit, da bi podpisal mir. Istega meseca je bila francoska zastava zadnjič spuščena v Fort de Chartres in zamenjana z britansko zastavo Union Jack.
Julija 1766 se je Pontiac srečal z Williamom Johnsonom v New Yorku, da bi podpisal še eno pogodbo, ki je obljubljala, da se nikoli več ne bo boril proti Britancem in potrjevala detroitski sporazum iz prejšnjega leta. Neuspeh upora in njegova kasnejša kapitulacija Britancem sta močno škodovala Pontiacovemu ugledu. Na srečanju v Ontariu leta 1766 so ga bojevniki Ottawa odkrito kljubovali, vendar nihče ni njegove predaje sprejel težje kot Illinois. Med tem srečanjem se je Pontiac sprl in zabodel poglavarja Peorie Matachingo (Črnega psa). Rana ni bila usodna, a Matachinga mu ni odpustil. Pontiac je leta 1767 zapustil Detroit in se preselil k reki Kankakee v severnem Illinoisu. Potem ko so Irokezi leta 1768 na Fort Stanwixu odstopili dolino Ohio, so se pojavile govorice, da poskuša organizirati še en upor. Njegove razlike z Illinoisom so se še poslabšale po še enem grenkem prepiru na enem od njihovih svetov, ki se ga je udeležil tisto leto.
Aprila 1769 je Pontiac odšel v St. Louis, da bi obiskal svojega starega prijatelja St. Angeja, ki je zdaj delal za Špance. Ob tej priložnosti je nosil francosko uniformo, ki mu jo je leta 1757 podaril general Louis Montcalm. Po nekaj dneh se je odločil obiskati mešano francosko in illinoiško vas Cahokia čez Mississippi. St. Ange ga je opozoril, da bi to lahko bilo nevarno, vendar je bil Pontiac neustrašen in znan po tem, da je rad pil. 20. aprila je odšel v Cahokio s svojimi telesnimi stražarji. Po precejšnjem pitju so končali v lokalu britanskega trgovca Williamsona, kjer se je Pontiac sprl z mladim bojevnikom Peorie po imenu Pina, nečakom Matachinge. Pontiac je odšel na ulico, vendar mu je Pina sledil in ga od zadaj udaril s tomahawkom. Nato ga je za vsak slučaj še zabodel in ga pustil mrtvega na blatni ulici. Ko so se streznili, so telesni stražarji iskali Pino, vendar so jih Illinois pregnali iz mesta.
St. Ange je Pontiaca pokopal z vsemi častmi v svoji utrdbi na hribu s pogledom na St. Louis. Natančna lokacija ni znana. Krožile so govorice, da je Williamson dal Pini sod viskija, da bi umoril Pontiaca. Čeprav so bili osumljeni Britanci, je jeza padla na Illinoise. Če bi živel, bi bil Pontiac presenečen, koliko spoštovanja je še vedno užival v stari zvezi. Nato je Minavavana, poglavar Ojibwejev pri Mackinacu, prišel v Cahokio iskat Williamsona. Ker ga ni našel, je ubil dva njegova zaposlena. Sledila je splošna vojna proti Illinoisu, med katero so se Ottawa, Ojibwe, Potawatomi, Kickapoo, Fox, Sauk, Mascouten in Winnebago združili, da bi maščevali Pontiaca. Illinois so bili skoraj iztrebljeni. Peoria so se zadnjič uprli na mestu stare francoske utrdbe St. Louis, vendar so jih obkolili Potawatomi. Umrli so od lakote, kar je temu žalostnemu kraju od takrat dalo ime Starved Rock. Le 300 Illinoisov se je uspelo rešiti k Francozom v Kaskaskii. Zmagovalci so si nato razdelili ozemlja Illinoisov.
Pontiacova smrt je pomenila konec moči in vpliva Ottawe. Nekoč so bili vodje francoske zveze, vendar so po Pontiacovem uporu le Wyandoti ohranili svojo staro avtoriteto. Britanci Ottawi nikoli niso zares odpustili in so jih kmalu zaobšli kot posrednike v trgovini s krznom, da bi trgovali neposredno z Ojibweji. Obstaja tudi velika verjetnost, da so jih Britanci poskušali uničiti z istimi sredstvi, ki jih je Simeon Ecuyer uporabil proti Delaware in Shawneejem pri Fort Pittu. L'Arbor Croche Ottawa se leta 1763 niso pridružili Pontiacu in so celo rešili britanske ujetnike pri Fort Michilimackinacu, vendar so bili iz istega plemena kot Pontiac.

## Etnografija
O Ottawah je ostalo veliko dragocenega etnografskega in zgodovinskega materiala od zgodnjih starih popotnikov, med katerimi so Henry Rowe Schoolcraft, Louis Hennepin, Oče Jacques Marquette in Charlevoix. Tradicionalno Ottawe pripadajo kulturi Vzhodnih gozdov, katere glavno prevozno in transportno sredstvo je bil kanu. Veliki gozdovi in številni vodni tokovi, kot tudi jezera, so omogočali Indijancem Vzhodnih gozdov, da so se lahko ukvarjali z lovom in ribolovom. Orodje zgodnjih Ottaw je bilo iz lesa in kamna, iz katerega so izdelovali orodje za ženske za kopanje, ter lok in puščico za lov. Lubje drevesa (breze) se je uporabljalo za izdelavo wigwamov in kanujev in to je bilo glavno sredstvo za prevoz in transport. Običaj je bil pri tamkajšnjih plemenih, da so spomladi nabirali javorjev sok, iz katerega so kanadski Algonkini in Ottawe proizvajali sirup. Iz krzna in kož so ženske izdelovale oblačila in mokasine. Moški Ottaw so se krasili z uhani iz bakra ali školjk, prakticirali pa so tudi tetoviranje in barvanje obraza.
Vasi so gradili v bližini vode, katere ni manjkalo. Vas bi običajno sestavljalo kakih 30 'dolgih hiš' (longhouses) s po tremi ali štirimi družinami v vsaki. Vsaka družina je imela tudi lastno ognjišče. Poleg enega ali več civilnih poglavarjev je v vasi obstajal tudi vojni poglavar.
Ottawe pripovedujejo, da izvirajo iz 3 družin. Prva se vedno omenja družina 'Veliki zajec' ali Michabou (Veliki zajec), on je bil velik ribič. Druga je bila 'Krap' ali Namepich (Krap) in tretja 'Medvedja šapa' (Bear's Paw). Lovec, ki bi ubil medveda, bi mu izkazal čast in v zameno bi dobil njegovo bistroumnost in pogum.